# Model (economie)

Grafische weergave van het IS-LM-model, door Sir John Hicks en Alvin Hansen ontwikkeld in 1937. Dit model wordt gebruikt om een deel van de macro-economische theorie van Keynes samen te vatten

 In de economie is een model een theoretische weergave van een economisch proces, opgebouwd uit een verzameling variabelen en logische en kwantitatieve relaties. Net als in andere vakgebieden zijn modellen vereenvoudigde kaders, ontworpen om complexe processen voor te stellen.

## Historie
Een van de oudste economische modellen was de handelsbalans van Jean-Baptiste Colbert (1619-1683) en het economisch tableau van François Quesnay uit 1758. Gedurende de 18e eeuw werden verder eenvoudige kansrekening modellen gebruikt om de economie van het verzekeren te bevatten. Dit was een extrapolatie van de theorie van het gokken, en speelde een belangrijke rol in de ontwikkeling van kansrekening tot een eigen wetenschap.
Met de opkomst van de statistiek in de tweede helft van de 19e eeuw ontstond het moderne gebruik van economische modellen voor het doen van economische voorspellingen en het doorrekenen van nationaal economisch beleid. Dit is in de 19e eeuw begonnen met het verzamelen van allerlei statistische gegevens door het toenmalige Centraal Bureau voor de Statistiek. Het CBS verzamelde rond 1900 gegevens over met name vakverenigingen, armwezen, werkloosheid, loon en arbeidsduur, bureaus voor rechtshulp aan on- en minvermogenden en overbruggingsuitkeringen.
In Nederland heeft de Nobelprijswinnaar Jan Tinbergen in de jaren 1930 een belangrijke rol gespeeld als een der grondleggers van de econometrie. In 1936 publiceerde Jan Tinbergen een Praeadvies voor de Vereeniging voor de Staatshoudhuiskunde en de Statistiek en dat is bekend geworden als het eerste macro-economische model, de eerste simulatie van de economie van een land. Enige jaren later werd Tinbergen medeoprichter en eerste directeur van het Centraal Planbureau.
De macro-econometrische modelbouw beleefde hoogtijdagen in de jaren 1980, toen diverse universiteiten en onderzoeksinstituten modellen ontwikkelden die concurreerden met de modellen van het Centraal Planbureau. Nadien verkreeg het Centraal Planbureau een monopoliepositie voor het maken van macro-economische doorrekeningen in opdracht van de Rijksoverheid.

## Economische modellen
Economische modellen zijn weergaves van economische verbanden met logische en/of wiskundige vergelijkingen. Zo'n economisch model is altijd een vereenvoudiging van de werkelijkheid. Er is geen pretentie dat de economie en het economisch gedrag werkelijk in een beperkt aantal vergelijkingen kan worden beschreven, maar er wordt verondersteld dat voor het doel waarvoor het model is gemaakt de afwijkingen van de werkelijkheid niet systematisch zijn.
Er is een grote variatie in de omvang van economische modellen, van 1 tot tienduizenden vergelijkingen. De economische verschijnselen die met modellen worden beschreven zijn zeer divers: van het koopgedrag van een winkelende consument of het zoekgedrag van een werkloze tot een volledige nationale economie met talloze bedrijfstakken en markten.
In de praktijk worden economische modellen voor verschillende doeleinden gebruikt:
- Voorspelling van economische ontwikkelingen, waarbij conclusies worden getrokken op basis van aannames en veronderstelde logische verbanden.
- Voorstellen van economisch beleid door aanpassing of beïnvloeding van economische activiteiten.
- Presentatie van argumenten om economische politiek te verantwoorden.
- Planning en allocatie van een centraal geleide economie of van een onderneming.
- Optimalisatie van dienstverlening, handel, investeringen en speculatie.

In de theoretische economie gebruiken economen modellen om hun gedachten over hoe de economie functioneert weer te geven. Dit heeft het grote voordeel dat het voor iedereen duidelijk is welke veronderstellingen aan deze gedachten ten grondslag liggen. Door de eigenschappen van het model te bestuderen komt iedereen tot dezelfde conclusies over waar deze veronderstellingen toe leiden.

### Soorten modellen
Modellen van economische processen zijn er in velerlei soorten. Dit geheel van economische modellen kan men op verschillende manieren indelen, bijvoorbeeld:
- Naar grondvorm: Er zijn stochastische, niet-stochastisch mathematische en kwalitatieve modellen.[3]
- Naar de wijze waarop de verbanden zijn bepaald: theoretische of econometrische modellen.
- Naar schaal, zoals: macro-economische, micro-economische, bedrijfstakken- en wereldmodellen.[4]
- Naar discipline, zoals bedrijfseconomische, bedrijfskundige en nationaal-economische modellen.
- Naar economisch of maatschappelijk onderwerp.
- Naar econoom of economische school, zoals keynesiaanse of marxiaanse modellen.

### Maatschappelijke onderwerpen
Macro economische modellen zijn verder onder te verdelen naar maatschappelijk onderwerp. Zo hanteert bijvoorbeeld het Centraal Planbureau verschillende type modellen:
1. Macro-economisch:
2. Belastingen, sociale zekerheid en arbeidsmarkt:
3. Vergrijzing en overheidsfinanciën:
4. Koopkracht en arbeidskosten:
5. Energie: van de Europese en Nederlandse gas- en elektriciteitsmarkt
6. Kosten-batenanalyses: om een samenleving als geheel in kaart te brengen
7. Landbouw, en landbouwbeleid.

Voor elk van deze onderwerpen heeft het Centraal Planbureau een of meer economische gedragsmodellen en boekhoudkundige rekenschema's ontwikkeld.
Macro-economische modellen buiten het CPB hebben bijvoorbeeld de geldmarkt, de arbeidsmarkt of het overheidsgedrag als hoofdthema.

## Economische modelvorming
Economische modelvorming is het bouwen van modellen in de economische theorie en praktijk, en dit wordt bestudeerd door de econometrie. Een econometrist tracht aan de hand van waarnemingen van de economie met behulp van statistische methoden na te gaan in hoeverre de gemaakte theoretische veronderstellingen realistisch zijn, en probeert een schatting te maken van de sterkte van de veronderstelde verbanden. Zo ontstaat een model waarmee door simulatie de werkelijkheid kan worden nagebootst, en voorspellingen kunnen worden gemaakt over hoe de economie zich onder verschillende omstandigheden zal ontwikkelen.
De gevolgen van economisch beleid kunnen eveneens met zo'n model worden doorgerekend. In de politieke economie wordt dan ook vaak een econometrisch model gebruikt om de effecten van een beleidsvoorstel in te schatten en naar alternatieven te zoeken.